# Fruit (Schachprogramm)
Fruit ist ein vom französischen Programmierer Fabien Letouzey entwickeltes Schachprogramm. Die erste Version stammt von März 2004. Bis zur Version 2.1 wurde das Programm als Open-Source-Software entwickelt. Seit der Version 2.2 erfolgte die Entwicklung nicht mehr quelloffen, der Quellcode der letzten freien Version steht jedoch weiterhin im Internet zur Verfügung. Zwischen September 2005 und Juli 2007 wurde das Programm kommerziell vertrieben. Mittlerweile wird es nicht mehr weiterentwickelt und ist Freeware. Die letzte von Fabien Letouzey entwickelte Version ist eine Betaversion vom 3. November 2005, die aktuelle Version (Fruit 2.3) stammt von Ryan Benitez. Bei Fruit handelt es sich um eine Schachengine, so dass zum Spielen noch zusätzlich eine Benutzeroberfläche wie zum Beispiel Arena benötigt wird. Das Programm nutzt dafür das UCI-Protokoll zur Kommunikation mit dem Schach-Frontend. Aufgrund der freien Verfügbarkeit der Version 2.1 von Fruit sind einige davon abgeleitete Engines entstanden, wie beispielsweise Toga II, GambitFruit und Grapefruit.

## Spielstärke und Erfolge
Beim WBEC Ridderkerk Edition 10 (Winboard Chess Engine Competition), einem großen automatisierten Vergleichsturnier für Schachprogramme, erreichte die Version 2.0 von Fruit in der Premier Division, der höchsten Leistungsgruppe, den 14. Platz von 24 Programmen und belegt damit in der WBEC Ridderkerk Rangliste ebenfalls Platz 14 mit einem Rating von 2.631. Im Juli 2005 beim Testdurchgang im Rahmen der CSS-Rangliste des Magazins „Computerschach und Spiele“ konnte sich die Version 2.1 in dieser Liste gegenüber der Vorgängerversion 2.0 um 95 Elopunkte auf ein Rating von 2.747 steigern. Damit belegte das zu diesem Zeitpunkt erst etwas über ein Jahr alte Programm den zweiten Platz auf der CSS-Rangliste und lag damit auch vor allen kommerziellen Programmen mit Ausnahme von Shredder Version 9. Von den 24 Partien verlor Fruit 2.1 dabei lediglich zwei.
Bei der Weltmeisterschaft im Computerschach 2005 in Reykjavík belegte Fruit 2.1 hinter Zappa ebenfalls den zweiten Platz und ließ damit Shredder in diesem Turnier hinter sich. Es konnte dabei neben Shredder auch Deep Junior schlagen und gewann damit gegen die beiden hoch favorisierten kommerziellen Programme. Fruit verlor in diesem Turnier nur gegen den späteren Sieger Zappa und das Programm Diep, das den siebten Platz erreichte. Das sehr gute Abschneiden von Fruit war auch deshalb überraschend, weil Fruit im Gegensatz zu den anderen Spitzenprogrammen wie Zappa, Shredder und Deep Junior auf einem Rechner mit nur einem Prozessor spielte, da es zu diesem Zeitpunkt noch nicht multiprozessorfähig war. Seit der Version 2.2.1, die im November 2005 erneut den zweiten Platz in der CSS-Rangliste erreichte, kann das Programm auch auf Endspiel-Datenbanken zugreifen. Im Februar 2006 stand Fruit 2.2.1 auf dem ersten Platz der Rangliste der schwedischen Computerschachvereinigung SSDF.

## Eigenständige Weiterentwicklungen
Der Quelltext der Version 2.1 wurde von einigen Entwicklern als Basis zu einer unabhängigen Weiterentwicklung genutzt. Zu diesen von Fruit abgeleiteten Engines gehört beispielsweise Toga II des deutschen Programmierers Thomas Gaksch. Eine weitere Engine auf der Basis von Fruit 2.1, in die darüber hinaus auch Erweiterungen aus Toga II integriert wurden, ist GambitFruit des US-Amerikaners Ryan Benitez. Auch GNU Chess beruht seit der im April 2011 erschienenen Version 6 auf Fruit 2.1.
Im März 2014 wurde ein Fork der Version 2.1 unter dem Namen Fruit reloaded veröffentlicht.
Portierungen von Fruit 2.1, Toga II und GambitFruit stehen auch für Personal Digital Assistants (PDA) auf der Basis von Palm OS Version 5 zur Verfügung, sofern diese mit einem ARM-Prozessor ausgestattet sind. Als Benutzeroberfläche dient dabei das freie Palm-Programm OpenChess. Von Toga II existiert außerdem eine Portierung für mobile Geräte mit dem Betriebssystem Android und das kostenlose Programm Chess for Android als Benutzeroberfläche. Darüber hinaus sind Fruit 2.1, Toga II und GambitFruit mittels des kostenpflichtigen Programms pbchess auch für E-Book-Reader der Marken Kindle, Kobo und PocketBook verfügbar.